# Matter (standard)

Logo di Matter

Matter, in precedenza (fino a maggio 2021) noto come Project CHIP, è uno standard royalty-free per la domotica che si basa su un mix di diversi protocolli radio. Nato nel 2019 col nome di Project Connected Home over IP, è sviluppato da un consorzio di aziende leader nel settore della tecnologia, tra cui Amazon, Apple, Google, Samsung, Zigbee, LG e altre.
Lo scopo di Matter è quello di creare uno standard unificato per la connessione degli oggetti domotici in modo che possano funzionare in modo interoperabile tra diversi ecosistemi domestici intelligenti. Ciò ha permesso di creare un'infrastruttura aperta, che consente ai produttori di dispositivi hardware di creare prodotti facilmente compatibili con il protocollo senza dover aderire a un'unica piattaforma proprietaria.
Il protocollo utilizza diverse tecnologie radio, tra cui Bluetooth, Wi-Fi, Thread e Ethernet, per garantire la compatibilità tra una vasta gamma di dispositivi domotici.
Inoltre, viene utilizzata una architettura a ponte (bridge) per consentire la comunicazione tra diversi tipi di dispositivi e protocolli di comunicazione, garantendo la massima interoperabilità possibile e senza sacrificare protezione e sicurezzaː la crittografia end-to-end garantisce la sicurezza dei dati nello scambio tra i dispositivi della casa.
Matter è anche progettato per essere utilizzato con IPv6. Ciò permette a questo standard di supportare una vasta gamma di dispositivi IoT senza dover limitare il numero di dispositivi che possono essere connessi, sfruttando una codifica a 128 bit.

## Versione
La versione 1.0 è stata pubblicata il 4 ottobre 2022.